# Tectaria vasta
Tectaria vasta är en ormbunkeart som först beskrevs av Bl., och fick sitt nu gällande namn av Edwin Bingham Copeland. Tectaria vasta ingår i släktet Tectaria och familjen Tectariaceae. Inga underarter finns listade.